# Echemella
Genre
Synonymes
- Allodrassus Strand, 1906
- Maniana Strand, 1906

Echemella est un genre d'araignées aranéomorphes de la famille des Gnaphosidae.

## Distribution
Les espèces de ce genre se rencontrent en Éthiopie et au Congo-Kinshasa.

## Liste des espèces
Selon World Spider Catalog (version 17.5, 02/11/2016) :
- Echemella occulta (Benoit, 1965)
- Echemella pavesii (Simon, 1909)
- Echemella quinquedentata Strand, 1906
- Echemella sinuosa Murphy & Russell-Smith, 2007
- Echemella strandi (Caporiacco, 1940)
- Echemella tenuis Murphy & Russell-Smith, 2007

## Publication originale
- Strand, 1906 : Diagnosen nordafrikanischer, hauptsächlich von Carlo Freiherr von Erlanger gesammelter Spinnen. Zoologischer Anzeiger, vol. 30, p. 604-637 & 655-690 (texte intégral).